# Monteils, Gard
Monteils är en kommun i departementet Gard i regionen Occitanien i södra Frankrike. Kommunen ligger i kantonen Vézénobres som tillhör arrondissementet Alès. År 2022 hade Monteils 677 invånare.

## Befolkningsutveckling
Antalet invånare i kommunen Monteils
Referens:INSEE